# Tsitsamuri
Tsitsamuri es un pueblo del este de Georgia, en el municipio de Mtsjeta de la región de Mtsjeta-Mtianeti. Se sitúa junto a la orilla izquierda del río Aragvi, 3 km antes de su desembocadura en el Kurá. Es conocido por ser el lugar donde fue asesinado el escritor y poeta nacional georgiano Iliá Chavchavadze en 1907. Frente a la localidad, del otro lado del río se halla el castillo de Bebristsije.

## Arqueología
Cerca de Tsitsamuri (identificada como la Seusamora de Estrabón) una acrópolis de la antigua Iberia fue excavada por el arqueólogo Andria Apakidze en 1953. Es identificada con la Zaden-tsije (ზადენციხე) o "fortaleza de Zaden" de las crónicas medievales georgianas. Esta fortaleza y un posible templo pagano estaban bajo el monte Zedazeni ("Alto Zaden"), donde más tarde se construiría el monasterio de Zedazeni. Una necrópolis de los siglos I a. C.-II d. C. fue sacada a la luz a principios de la década de 1980. Entre los hallazgos destacan un batillum de bronce y un enócoe itálico.